# Hoeise stadsbus
Het Hoeise stadsbusnet wordt geëxploiteerd door de TEC, entiteit "Luik-Verviers". Het stadsbusnetwerk kent anno 2014 twee stadslijnen, waarvan één ringlijn, onder de naam Cit’Huy Bus.

## Wagenpark
Het Hoeise stadsnet wordt integraal door stelplaats Wanze in de plaats Wanze, van TEC gereden. De meeste bussen van deze stelplaats kunnen op het stadsnet ingezet worden.

### Huidig wagenpark
De volgende bussen doen anno 2017 dienst op de stadsnet van Hoei.
| Serie       | Aantal | Fabrikant | Type   | Opmerking                                                             |
| ----------- | ------ | --------- | ------ | --------------------------------------------------------------------- |
| 5.131       | 1      | Irisbus   | GX 127 |                                                                       |
| 5.137-5.138 | 2      | Irisbus   | GX 127 | Voormalig 3981 en 3983 en reden hiervoor op de stadsdienst van Bergen |

### Voormalig wagenpark
Deze volgende bussen deden anno 2017 dienst op de stadsnet van Hoei en zijn momenteel buiten dienst.
| Serie       | Aantal | Fabrikant | Type     | Opmerking                                                                                               |
| ----------- | ------ | --------- | -------- | --- |
| 129         | 1      | LAG       | Atlantic | Voormalig TEC Henegouwen 3903, daarvoor NMVB 2212. Kwam in eerste instantie in dienst onder nummer 122. |
| 5.122-5.123 | 2      | Van Hool  | A508F    | |
| 5.125       | 1      | Van Hool  | A508F    | |

## Huidige situatie
Anno 2014 zijn er twee stadslijnen. Hieronder een tabel met de huidige stadslijnen die overdag rijden.
| Lijn | Traject                | Frequentie | Voornaamste haltes                                           |
| ---- | ---------------------- | ---------- | ------------------------------------------------------------ |
| 102  | Cit'Huy Bus (ringlijn) | 30’        | Station Hoei, Centre Hospitalier Régional de Huy             |
| 103  | Hoei - Tihange         | 75’        | Polyclinique Mont Falize, Centre Hospitalier Régional de Huy |